# Raymond Duchamp-Villon

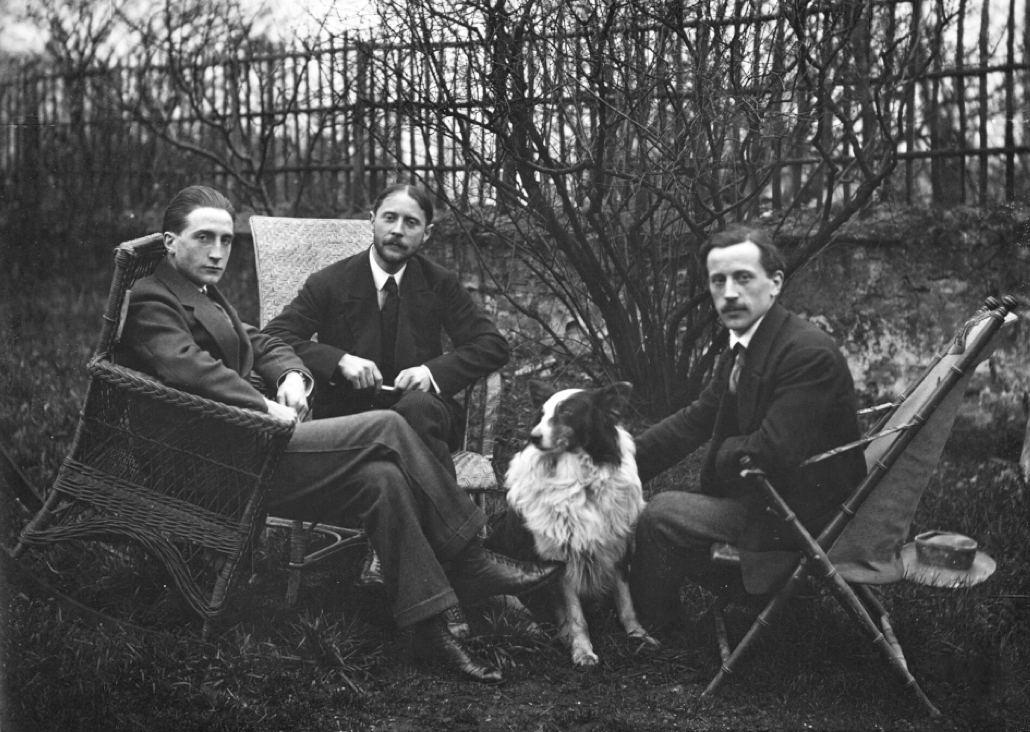
Von links nach rechts: Marcel Duchamp, Jacques Villon und Raymond Duchamp-Villon im Garten von Jacques Villons Studio in Puteaux, um 1913. Foto: Smithsonian Institution

Raymond Duchamp-Villon (* 5. November 1876 als Pierre-Maurice-Raymond Duchamp in Damville; † 9. Oktober 1918 in Cannes) war ein französischer Maler und Bildhauer.

## Leben
Duchamp-Villon wurde in Damville, Eure bei Rouen, in der Haute-Normandie als zweiter Sohn von Eugene und Lucie Duchamp geboren. Von den sechs Kindern der Duchamp-Familie sind – außer ihm – noch drei weitere Geschwister weltberühmte Künstler geworden:
- sein älterer Bruder Jacques Villon (1875–1963) als Maler und Grafiker,
- sein jüngerer Bruder Marcel Duchamp (1887–1968) als Maler, Bildhauer und Schriftsteller,
- seine Schwester Suzanne Duchamp-Crotti (1889–1963) als Malerin.

Von 1894 bis 1898 lebte Duchamp-Villon zusammen mit seinem Bruder Jacques im Quartier Montmartre in Paris, studierte dort ab 1895 Medizin an der Sorbonne, musste allerdings sein Studium 1898 abbrechen, da er chronisch an Rheuma erkrankte.
Er entschied sich dazu, seinen Lebensentwurf völlig zu verändern und wandte sich ab 1900 der Bildhauerei zu. Beginnend als Autodidakt mit der Erschaffung von kleinen Statuen, die er mit großem handwerklichen Geschick fertigte, orientierte er sich bis 1914 am Jugendstil, an Auguste Rodin, den Neo-Klassizismus, hier vor allem an Aristide Maillol und am Futuro-Kubismus Umberto Boccionis. In den Jahren 1902 und 1903, hatte er seine ersten Ausstellungen im Salon de la Société Nationale des Beaux-Arts. Er begann seinen Doppelnamen als Künstlernamen zu benutzen, um nicht mit seinem Bruder verwechselt zu werden und gleichzeitig das „Bindeglied“ beider Brüder zu sein.
Zusammen mit seinem Bruder Jacques hatte er 1905 Ausstellungen im Salon d’Automne und in der Galerie Legrip in Rouen. Die künstlerische Reputation von Duchamp-Villon war mittlerweile so groß, dass er 1907 zum Mitglied der Jury für Bildhauerei im Salon d’Automne berufen wurde. Duchamp-Villon, dessen Kunst anfangs noch von dem Werk Auguste Rodins beeinflusst war, setzte sich nun stark für den Kubismus ein.
Im Jahre 1911 gründete er gemeinsam mit seinen Brüdern Jacques und Marcel sowie mit weiteren Künstlern in Paris die Puteaux-Gruppe, benannt nach ihrem Wohnort Puteaux, wohin die Brüder 1907 zogen. 1911 stellte er in der Galerie de l’Art Contemporain in Paris aus und organisierte im darauffolgenden Jahr mit seinen Brüdern eine Ausstellung im Salon de la Section d’Or in der Galerie de la Boétie. Alle drei Duchamp-Brüder nahmen 1913 an der wichtigen Armory Show in New York City teil, die erheblich dazu beitrug, die Idee der Modernen Kunst in die USA zu transportieren.

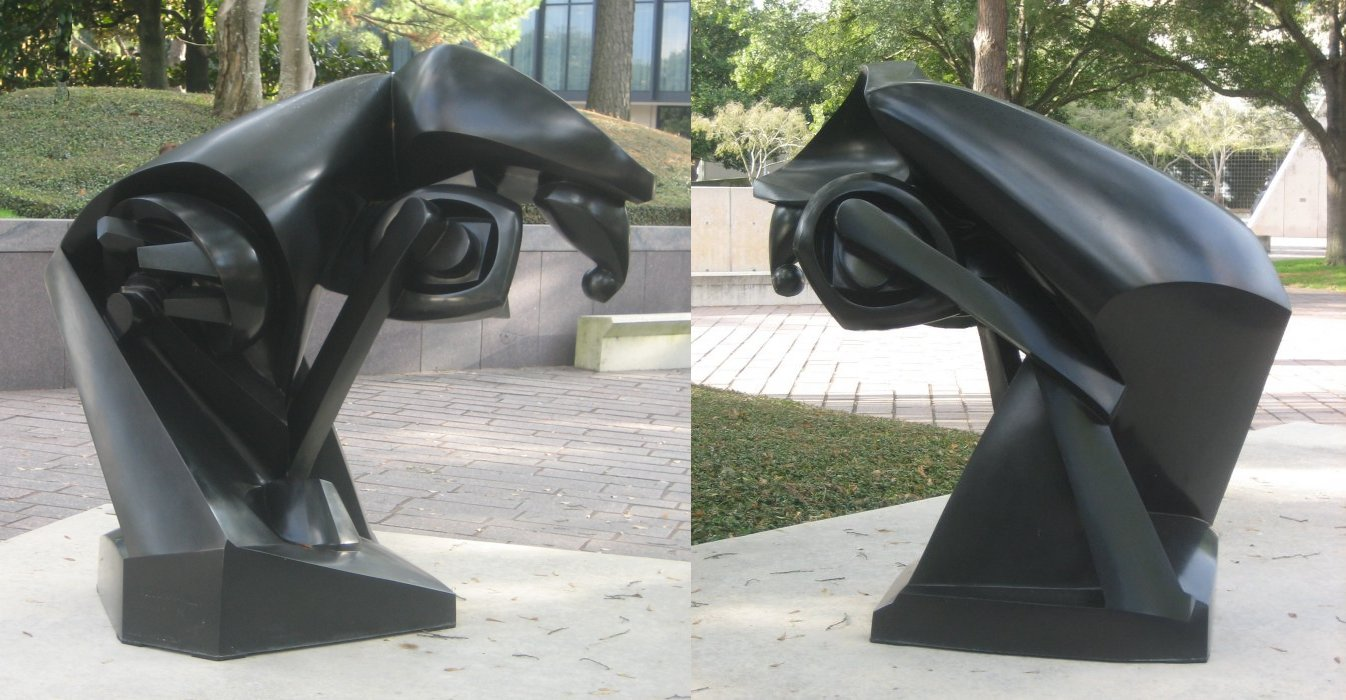
Zwei Ansichten von Le Cheval majeur (Das große Pferd), Bronze, 1914, Museum of Fine Arts, Houston

Neben der Armory Show nahm Duchamp-Villon im selben Jahr auch an der Ausstellung in der Galerie André Groult in Paris teil. Im Jahr 1914 stellte er in der Galerie S. V. U. Mánes in Prag (Februar bis März) und in der Galerie Der Sturm in Berlin aus. Während des Ersten Weltkriegs leistete er seinen Kriegsdienst in der französischen Armee als Sanitäter ab, arbeitete aber weiter an seinen Skulpturen, insbesondere an seinem Hauptwerk: Das Pferd.
Im Winter des Jahres 1916, während einer Stationierung in der Champagne erkrankte Raymond Duchamp-Villon an Typhus und wurde in das Militärhospital in Cannes verlegt. Er starb in Cannes am 9. Oktober 1918.
Im Jahr 1955 wurde „Das Pferd“ auf der documenta 1 in Kassel ausgestellt. Im Jahr 1967 organisiert der letzte überlebende Bruder Marcel in Rouen eine große Familien-Werkschau mit dem Titel: Les Duchamp: Jacques Villon, Raymond Duchamp-Villon, Marcel Duchamp, Suzanne Duchamp. Eine ähnliche Ausstellung fand später noch einmal im „Musée National d’Art Moderne“ in Paris statt.

## Werke (Auswahl)
- 1913: Les amants (Das Liebespaar), Bleirelief, H. 35,5 cm, B. 53 cm
- 1914: Le Cheval majeur (Das große Pferd), Bronze von 1966, H. 148,5 cm, B. 92 cm, T. 80 cm; von Marcel Duchamp veranlasste Fassung.

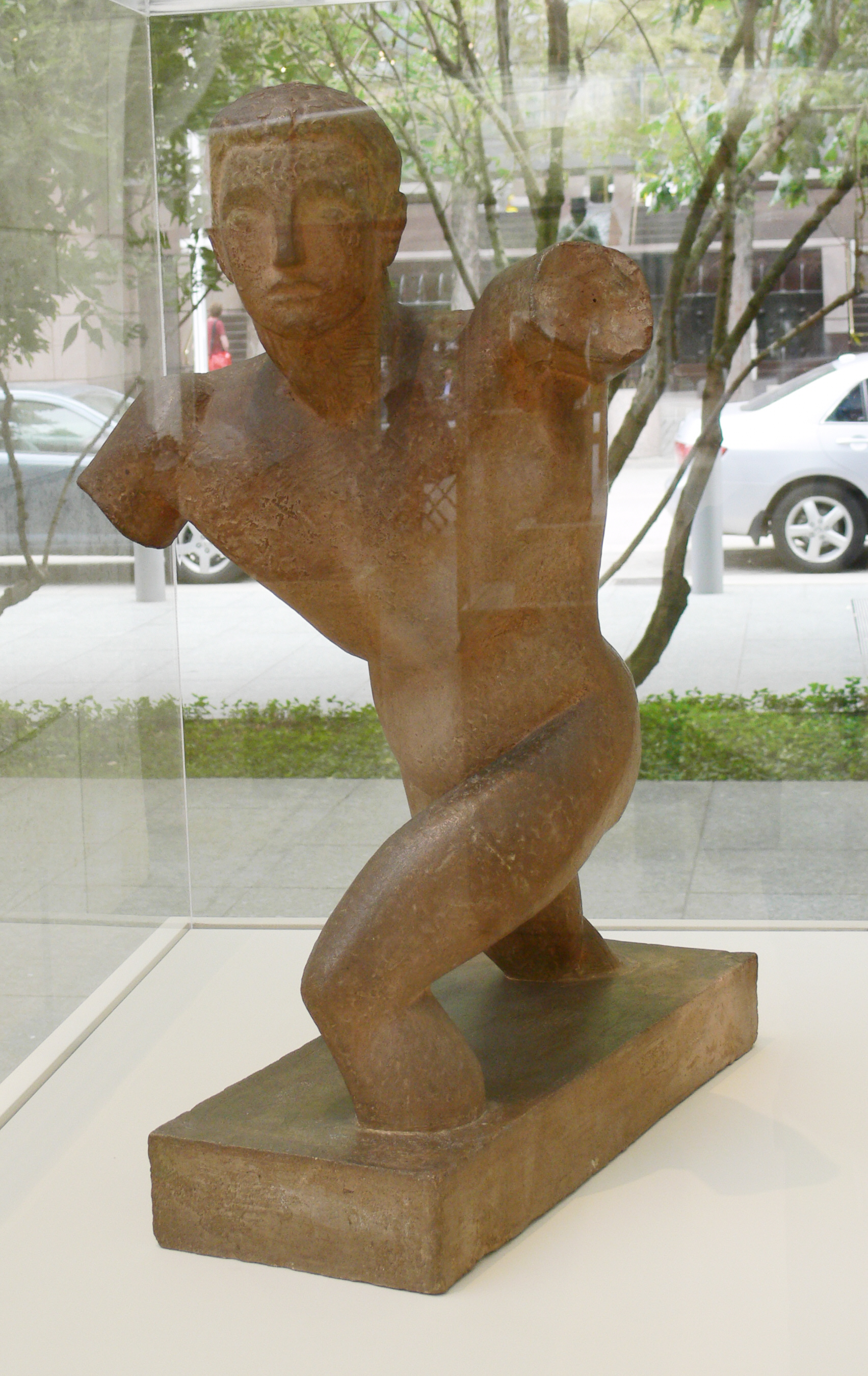
Torso, 1910
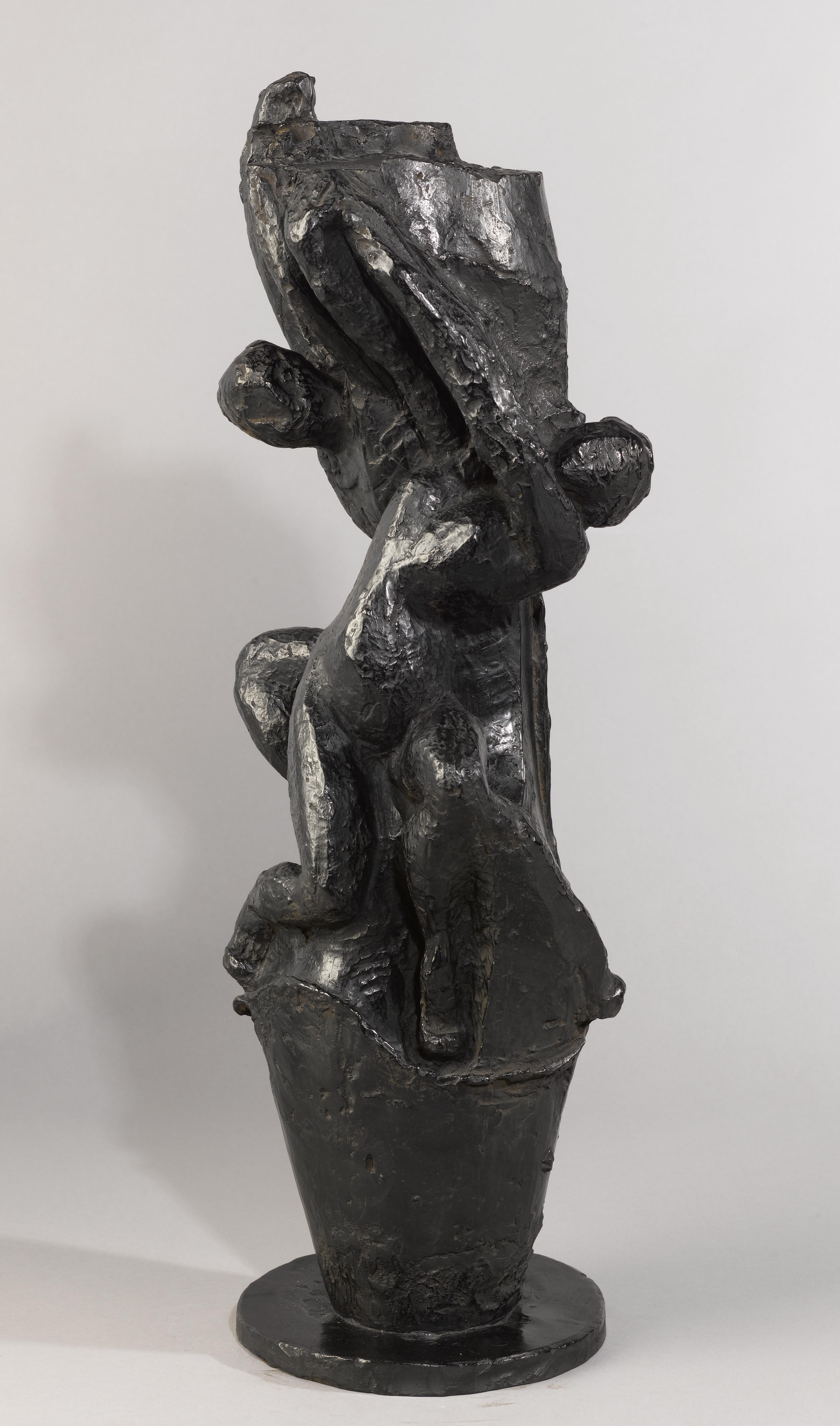
La Vasque, 1911
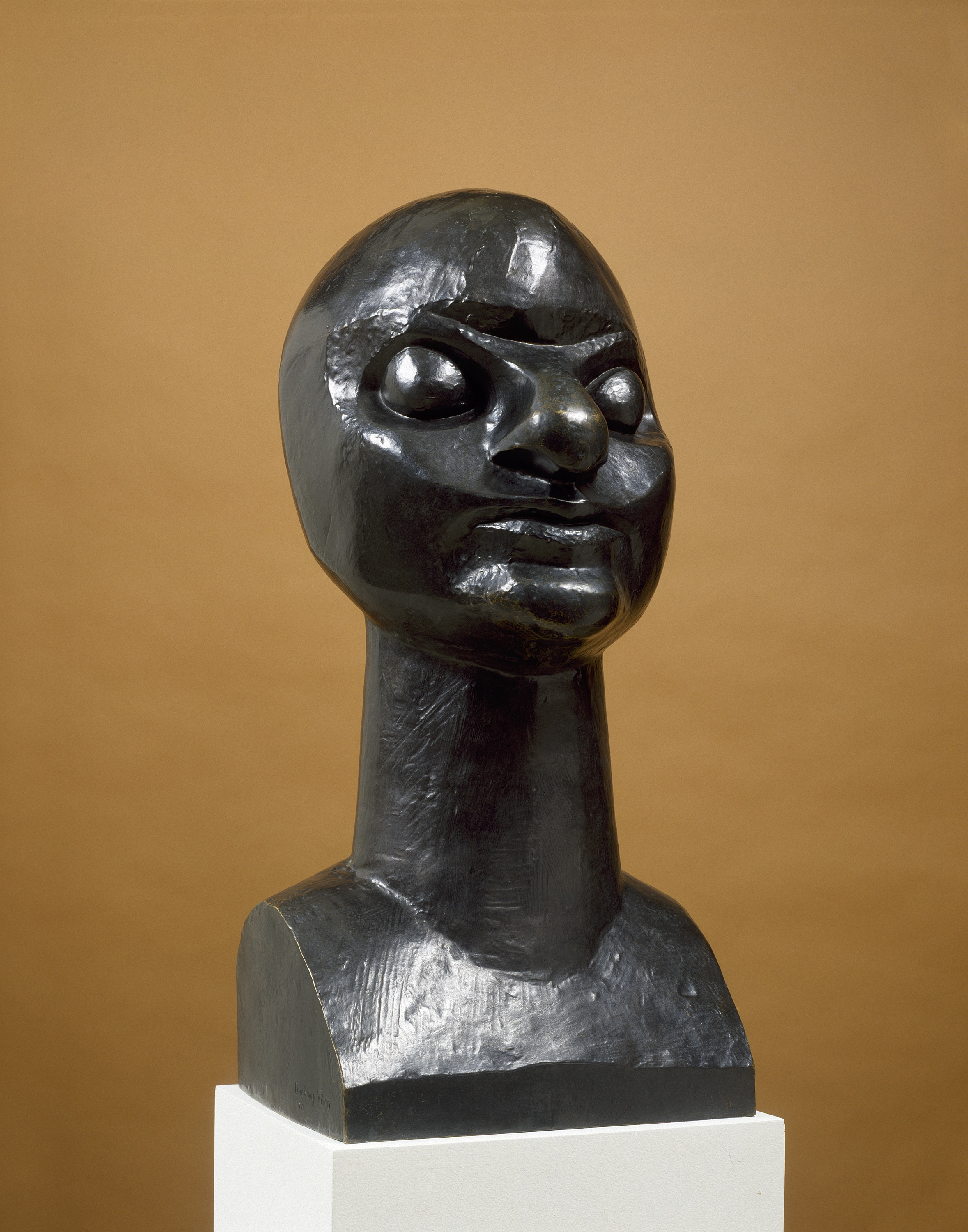
Maggy, 1912
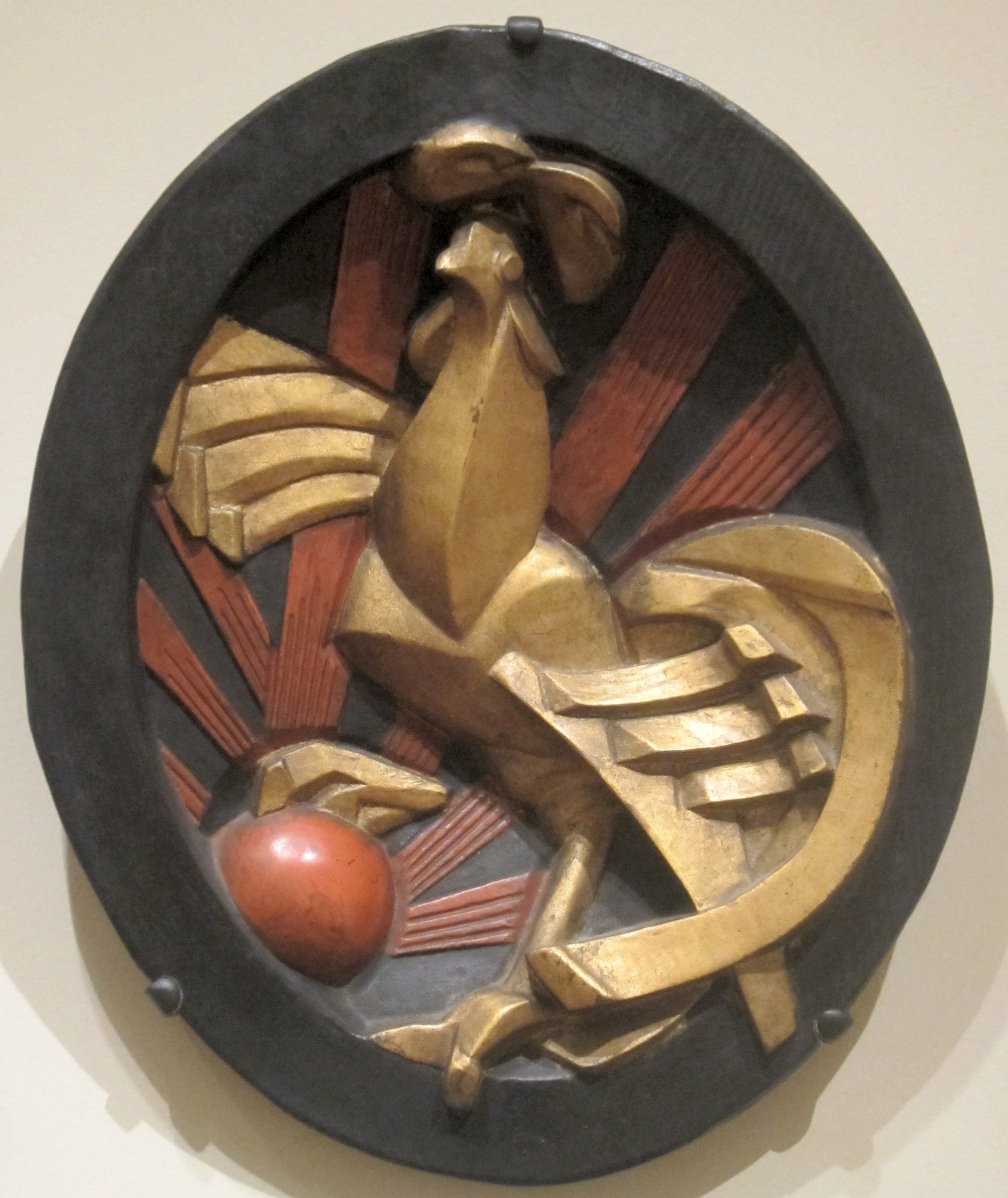
Rooster, 1916